# Boghiș, Sălaj

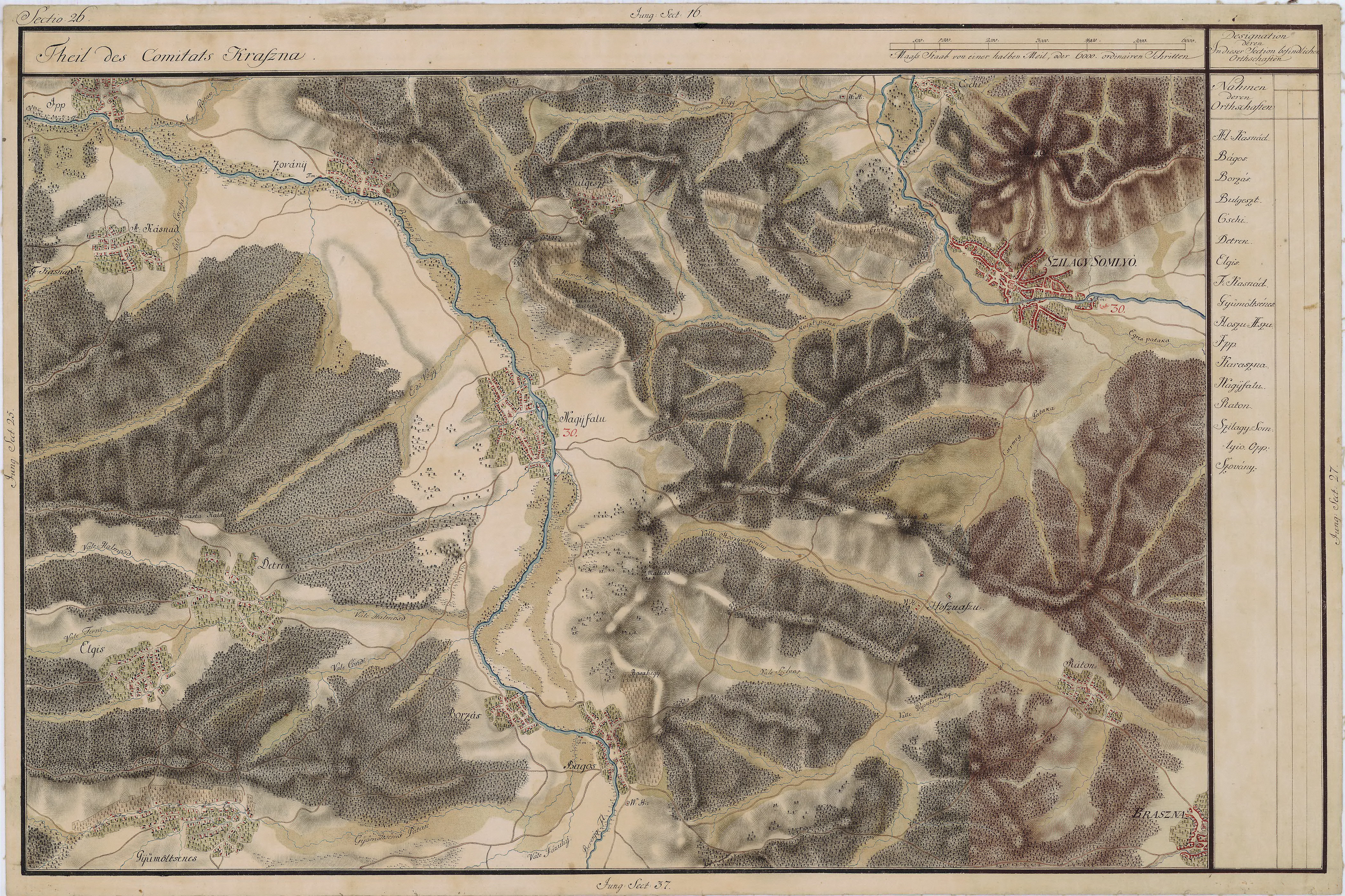
Boghiș în Harta Iosefină a Transilvaniei, 1769-1773

Boghiș este satul de reședință al comunei cu același nume din județul Sălaj, Transilvania, România.
Drumul județean traversează satul Boghiș pe o lungime de 5 km și face legătura între localitățile Nușfalău și Ciucea. Localitatea Boghiș este unită cu localitatea Iaz printr-un drum comunal asfaltat a cărui lungime este de 2,5 km pe teritoriul unității noastre administrativ-teritoriale. Satele componente ale comunei: Boghiș și Bozieș sunt unite de un drum comunal care are o lungime de 1,5 km. La începutul lunii august a.c. au fost demarate lucrările de asfaltare a acestui drum comunal. Autostrada Brașov – Borș va trece prin apropierea comunei, iar punctul de racolare la autobandă se va afla la o distanță de 7 km de localitate. Zilnic pe traseul Boghiș-Șimleu Silvaniei-Zalău circulă la interval de aproximativ 2 ore autobuze. În comuna Boghiș există rețea de alimentare cu apă care, la ora actuală, are o lungime de 12.513 m din care: 8973 m în satul Boghiș. Rețeaua de canalizare și tratarea apelor uzate se află în curs de realizare, lucrarea fiind finanțată din fonduri accesate prin proiectul PHARE. În partea de nord a satului se află stațiunea turistică BĂILE BOGHIȘ care reprezintă o atracție turistică datorită apei termale care are efecte terapeutice.În localitatea Boghiș se află un cămin de bătrâni care oferă servicii unui număr de 50 de asistați.